# Парламентские выборы в Науру (2003)
Парламентские выборы в Науру прошли 3 мая 2003 года. Выборы проводились в экономически сложный период, когда страна имела большой дефицит бюджета. Это было основным лейтмотивом предвыборной кампании и периода, когда президенты в Науру часто менялись. Хотя политические партии традиционно играли минимальную роль в стране, вновь сформированная партия Наоэро Амо («Сначала Науру») выдвинула своих кандидатов на этих выборах. 
В результате выборов парламент в течение нескольких недель оказался в тупиковом состоянии, разделённым между тремя кандидатами в президенты. Лишь в конце мая 2003 года Людвиг Скотти был избран президентом Науру и смог сформировать правительство.

## Результаты
| Партия                                                                                    | Голоса | % | Места |
| ----------------------------------------------------------------------------------------- | ------ | - | ----- |
| Независимые                                                                               |        |   | 15    |
| Наоэро Амо                                                                                |        |   | 3     |
| Недействительных/пустых бюллетеней                                                        |        | - | -     |
| Всего                                                                                     |        |   | 18    |
| Источник: Inter-Parliamentary Union Архивная копия от 24 сентября 2015 на Wayback Machine |        |   |       |